# Тройное сочленение

Границы основных тектонических плит – хребты (красный), жёлобы (зелёный), разломы (чёрный) – и соответствующие тройные сочленения (жёлтые точки).

Тройно́е сочлене́ние (англ. Triple junction) — точка, в которой сходятся границы трёх тектонических плит. Соединяющиеся границы могут быть трех видов: океанический хребет, океанический жёлоб или трансформный разлом. Также возможно деление по типу океанических плит, образующих сочленение. Из многих возможных тройных сочленений лишь немногие могут быть постоянными во времени.
Первую научную работу, описывающую концепт тройного сочленения, опубликовали в 1969 году Уильям Джейсон Морган и Дэн Маккензи. Этот термин традиционно используется для обозначения совпадения трёх границ тектонических плит или расходящихся хребтов. Эти три направляющиеся границы образуют углы около 120°. В теории тектоники плит при разрушении континента одна из границ новейшей плиты будет следовать за континентом (см. авлакоген), две другие следуют за океаном. Спрединг юга Атлантического океана начинается с тройного сочленения в Гвинейском заливе. Одна из частей этого тройного сочленения формирует рифт, уходящий дельтой Нигера и вулканами камерунской линии.
Одним из примеров является Афарское тройное сочленение, расположенное в Афарской котловине, где пересекаются Рифт Красного моря, Восточно-Африканский рифт и Аденский хребет.
Другим примером является активный Галапагосское тройное сочленение. Оно является соединением трех океанических плит: Наска, Кокос и Тихоокеанской плиты. Восточно-Тихоокеанское поднятие направляется на север и юг от сочленения, Галапагосское поднятие — на восток. Особенностью этого тройного сочленения является Галапагосская микроплита, которая расположена на юго-восток от тройника.